# Ulises Saucedo
Ulises Saucedo (3 marzo 1902 – 21 novembre 1996) è stato un allenatore di calcio e arbitro di calcio boliviano.
È stato allenatore della nazionale di calcio della Bolivia nei mondiali di calcio del 1930, dove prestò servizio anche come direttore di gara nella partita Argentina-Messico, nonché come guardalinee nella finale fra gli stessi argentini e l'Uruguay padrone di casa.